# Абдуллах ибн Махмуд аль-Мавсили
Абу-ль-Фадль Маджд ад-дин ‘Абдулла́х ибн Махму́д аль-Ма́всили (араб. أبو الفضل مجد الدين عبد الله بن محمود الموصلي‎), также известный как Ибн Мауду́д аль-Мавсили (араб. ابن مودود الموصلي‎; 11 июля 1203, Мосул — 7 апреля 1284, Багдад) — иракский исламский богослов, факих, мухаддис. Автор книг по ханафитскому мазхабу.

## Биография
Его полное имя — Абу-ль-Фадль Маджд ад-дин Абдуллах ибн Махмуд ибн Маудуд аль-Мавсили аль-Бальдиджи. Бальдидж — это имя его предка, который был одним из сельджукских правителей.
Абдуллах аль-Мавсили родился 11 июля 1203 года (29 шавваль 599 г. х.) в Мосуле (совр. Ирак). Его отец, Шихабуддин Махмуд аль-Мавсили, был ханафитским мухаддисом. Его дядя и трое братьев (Абд ад-Даим, Абд аль-Карим и Абд аль-Азиз) также были известными учёными.
Основное образование аль-Мавсили получил в Мосуле от отца. В поисках знаний посещал Куфу, Багдад, а также Дамаск, где он обучался у известного ханафитского учёного Махмуда ибн Ахмада аль-Хасири аль-Бухари (ум. 1238). Среди его учителей были такие известные богословы как:
- Ханбаль ибн Абдуллах ар-Русафи (ум. 1207) — передатчик «Муснада»;
- Абу-с-Сана Махмуд ибн Мавиуд ат-Турки (ум. 1200) — ученик Абу-ль-Фараджа ибн аль-Джаузи;
- Абу-ль-Музаффар ас-Самани аш-Шафии (ум. 1220) — мухаддис;
- Абд аль-Азиз ибн Махмуд аль-Багдади (Ибн аль-Ахдар) — мухаддис, от которого аль-Мавсили получил иджазы по хадисоведению;
- Абд аль-Кадир ибн ар-Рухави аль-Ханбали;
- Ибн аль-Хаджиб — крупный маликитский учёный в Дамаске, знаток усуля и арабской грамматики;
- Изз ад-дин ибн аль-Асир — мухаддис, историк и автор книги по истории «аль-Камиль»;
- аль-Кади ибн аль-Асир — брат Изу-д-дина ибн аль-Асира, автор книги по хадису «Джами аль-усуль», от которого аль-Мавсили получил иджазу;
- Абу Хафс ас-Сухраварди — суфий и мухаддис, автор книги «Авариф аль-маариф»;
- Дия ад-дин аль-Джиляни — сын Абду-ль-Кадира аль-Джиляни[2].

В 1268 году Абдуллах аль-Мавсили вернулся в Багдад и занял пост судьи (кади) Куфы. После того, как его сняли с поста судьи, он обосновался в Багдаде, где продолжал обучать фикху, хадисоведению и отвечать на вопросы. Преподавал в мечети Абу Ханифы. Обладал научной компетенцией отличать сильные и слабые мнения в ханафитском мазхабе. Аль-Мавсили был набожным, милосердным человеком, высокомерным по отношению к правителям и знати, а также скромным по отношению к беднякам и студентам.
Среди учеников аль-Мавсили были:
- Ибрахим аль-Мавсили — автор комментария к книге аль-Мавсили «аль-Мухтар»;
- Абд аль-Мумин ад-Думьяти аш-Шафии — шейх мухаддисов своего времени;
- Абу Хайян аль-Гарнати — толкователь Корана и знаток наук арабского языка[2].

Абдуллах аль-Мавсили умер в субботу 7 апреля 1284 года (19 мухаррам 683 г. х.) в Багдаде. Похоронен рядом с усыпальницей имама Абу Ханифы и под его куполом.

## Труды

### Аль-Мухтар
«Аль-Мухтар ли-ль-фатва» (араб. المختار للفتوى‎) — краткая книга по ханафитскому праву, которую аль-Мавсили написал в юности. «Аль-Мухтар» является одним из четырёх основных текстов ханафитской школы, известных как «мутун арба‘а». Книга написана на основе взглядов Абу Ханифы, а мнения Абу Юсуфа, Мухаммада аш-Шайбани и Мухаммада аш-Шафии указаны под псевдонимами. Ахмад ибн Али ад-Димашки сначала сократил «аль-Мухтар» (под названием «ат-Тахрир»), а затем составил комментарий к нему. Комментарии к «аль-Мухтару» также составили Хаттаб аль-Карахисари, Усман аз-Зайляи, Умар аль-Газвини, Ибн Амир Хаджж, Ибн Кутлубога, Мухаммад ибн Ибрахим аль-Имам и др.
Абдуллах аль-Мавсили в течение многих лет использовал «аль-Мухтар» в качестве учебника для обучения студентов. Некоторые учёные-богословы ханафитского мазхаба, изучавшие «аль-Мухтар», попросили его указать источники упомянутых в книге правовых решений, а также добавить дополнительные разделы. Они также просили его сообщить о любых разногласиях среди авторитетов ханафитской школы и объяснить причину их возникновения. В ответ на просьбы богословов Абдуллах аль-Мавсили написал книгу, которую он назвал «аль-Ихтияр ли-та‘лиль аль-Мухтар».

### Аль-Ихтияр
«Аль-Ихтияр ли-та‘лиль аль-Мухтар» (араб. الاختيار لتعليل المختار‎) — комментарий к книге «аль-Мухтар», в котором собраны доказательства правовых постановлений (фетв) ханафитского мазхаба. Является одной из основных книг ханафитского мазхаба на протяжении столетий. Книга начинается с главы об очищении и заканчивается главой о наследстве.
Аль-Ихтияр издан в четырёх томах шейхом Шуайбом аль-Арнаутом, сделавшим упор на примечания к хадисам. Содержащиеся в книге хадисы были опубликованы Ибн Кутлубогой в книге под названием «ат-Тариф ва-ль-ихбар би-тахриджи ахаддис аль-Ихтияр». Аль-Ихтияр переведён на разные языки (английский, турецкий, урду и др.). Турецкий перевод осуществлён Мехметом Кескином (в 4 томах, Стамбул, 2005, 2008).
Абдуллах аль-Мавсили также является автором Китаб аль-Муштамиль ‘аля маса’иль аль-Мухтар и Шарх аль-Джами‘ аль-кабир ли-ш-Шайбани.